# Perileo
Perileo è un personaggio della mitologia greca. Era figlio di Icario di Sparta e della ninfa naiade Peribea.

## Mitologia
Era fratello di Penelope, sposa di Ulisse. Si sostiene che fu lui a presentarsi in tribunale quando Oreste fu accusato di matricidio e richiese ad alta voce che l'imputato fosse punito con la morte in espiazione all'uccisione di Clitennestra (che, essendo figlia di Tindaro, che era fratello di Icario di Sparta, era una sua cugina). Perileo sedette in veste di accusatore sugli spalti dell'Areopago a fianco dello stesso Tindaro e della nipotina Erigone.